# Christina Plum
Christina Plum (auch Plom, Plaum; * um 1605; † 16. Januar 1630 in Köln) war eine Kölner Obstverkäuferin und Tochter eines Gaffelboten. Sie spielte eine wichtige Rolle in der Geschichte der Kölner Hexenverfolgung.

## Der Fall Christina Plum

### Geschehen
Der Fall der Christina Plum markierte das Abebben der Kölner Hexenprozesse. Er steht am Ende einer dreijährigen Zeitspanne vermehrter Hexereianklagen, welche mit der Verurteilung der Patrizierin Katharina Henot 1627 an Häufigkeit gewannen. Allein während dieser Prozesswelle zwischen 1627 und 1630 wurden gut zwei Drittel aller Todesurteile ausgesprochen, die während der gesamten Hexenverfolgung in Köln verhängt wurden.
Die 24-jährige Christina Plum, eine Cousine 1. Grades des Kölner Geistlichen Laurenz Staden, Pfarrer von St. Laurenz und später Kanoniker von St. Andreas sowie Dechant von St. Aposteln, und des Stadtsekretärs Siebert Staden, beschuldigte im April des Jahres 1629 eine große Anzahl angesehener Leute der Kölner Oberschicht. Der Fall erregte großes Aufsehen, da der Vorwurf der Hexerei damit im großen Stil die Oberschicht betraf. Daraufhin wurde sie das erste Mal vom städtischen Rat verhört.

### Aussagen
Unter den von ihr denunzierten Personen waren u. a. Katharina Henots Bruder Hartger, der Dechant von St. Andreas, und die Frau des Bürgermeisters Hardenrath. Plum schreckte ebenfalls nicht davor zurück, den an ihrem Verhör beteiligten Gerichtsbeamten Doktor Friedrich Wischius (auch Wissius) der Hexerei zu bezichtigen.
Außerdem bezog sie sich mehrfach auf die bereits 1627 als Hexe verurteilte Katharina Henot und behauptete, diese sei ihr ein halbes Jahr nach ihrer Hinrichtung erschienen und habe sie persönlich zum Hexentanz geführt. Der Henotsche Weingarten soll zudem ein beliebter Treffpunkt für den Hexentanz gewesen sein, an dem 20 bis 30 Personen teilgenommen hätten.

### Problem
Durch die Aussagen von Christina Plum stellte man erstmals die Auswahl der denunzierten Personen in Frage. Man glaubte zwar an das Hexenwesen, konnte sich aber nicht vorstellen, dass sich diese angesehenen Persönlichkeiten allesamt der Hexerei schuldig gemacht hätten.
Gleichzeitig musste der Rat sich vom Erzbischof vorwerfen lassen, in der freien Reichsstadt Köln nicht hart genug gegen das Hexenwesen vorzugehen. Man war ratlos.
Hätte man Christina Plums Aussagen für bare Münze genommen, hätte dies skandalöse Ausmaße annehmen können. Andererseits wollte man sich auch nicht vorwerfen lassen, das Problem der Hexerei nicht ernst genug zu nehmen.

### Prozessverlauf
Man überstellte Christina Plum am 23. Mai 1629 das erste Mal an den Greven und damit an das Hohe Weltliche Gericht. Schlussendlich ließ man sie jedoch wieder frei, in der Hoffnung, dieses unbequeme Problem damit aus der Welt schaffen zu können. Man argumentierte damit, dass die Angeklagte sich nicht selbst der Hexerei bezichtigt hatte, sondern lediglich als Zeugin am Hexentanz beteiligt gewesen sei. Bei ihrer Entlassung, auf die besonders Geistliche gedrängt hatten (die Geschwister Aegidius und Generalvikar Johannes Gelenius,) wurde ihr allerdings die deutliche Anweisung erteilt, sich über die Namen der von ihr denunzierten Personen in Schweigen zu hüllen. Christina Plum hielt sich jedoch nicht an diese Auflagen. Ihre Aussagen lösten daraufhin große Unruhen unter der Bevölkerung aus. Man sah sich deshalb gezwungen, sie erneut zu verhaften.
Nach weiteren Verhören im Frankenturm wurde Christina Plum am 17. Dezember 1629 erneut an den Greven übergeben. Die Urteilsfindung gestaltete sich jedoch problematisch, da im Fall Plum kein klassisches Hexenmuster vorlag. Sie hatte weder einen Pakt mit dem Teufel geschlossen noch sich durch Teufelsbuhlschaft mit ihm vereinigt. Ein weiteres Problem bestand darin, dass Christina Plum behauptete, der Teufel habe ihr den Auftrag erteilt, sowohl Schuldige als auch Unschuldige zu benennen, um die Justiz zu behindern. Unter der anschließenden peinlichen Befragung brachte man sie jedoch dazu, sich auch selber als Hexe anzuerkennen. Dieses Geständnis ebnete den Weg für ein Urteil.

### Verurteilung und Hinrichtung
Am 16. Januar 1630 wurde Christina Plum durch das Schöffengericht auf dem Domhof zum Tode verurteilt und nach Melaten geführt. Dort wurde sie erdrosselt und anschließend auf dem Scheiterhaufen verbrannt. Die belastenden Prozessakten wurden der Verurteilten beigegeben und mit ihr verbrannt.
Nach Christina Plums Hinrichtung gab es in den 1630er Jahren noch acht weitere Prozesse, die für die Verurteilten mit dem Feuertod endeten. Anschließend vergingen in Köln 17 Jahre, bis gegen Peter von Rodenkirchen im Jahre 1647 bei einem Hexenprozess wieder das Todesurteil ausgesprochen wurde.

### Rehabilitation
Der Rat der Stadt Köln sprach in der Sitzung am 28. Juni 2012 einstimmig eine sozialethische Rehabilitation der Opfer der Kölner Hexenprozesse aus.